# Film cu monștri

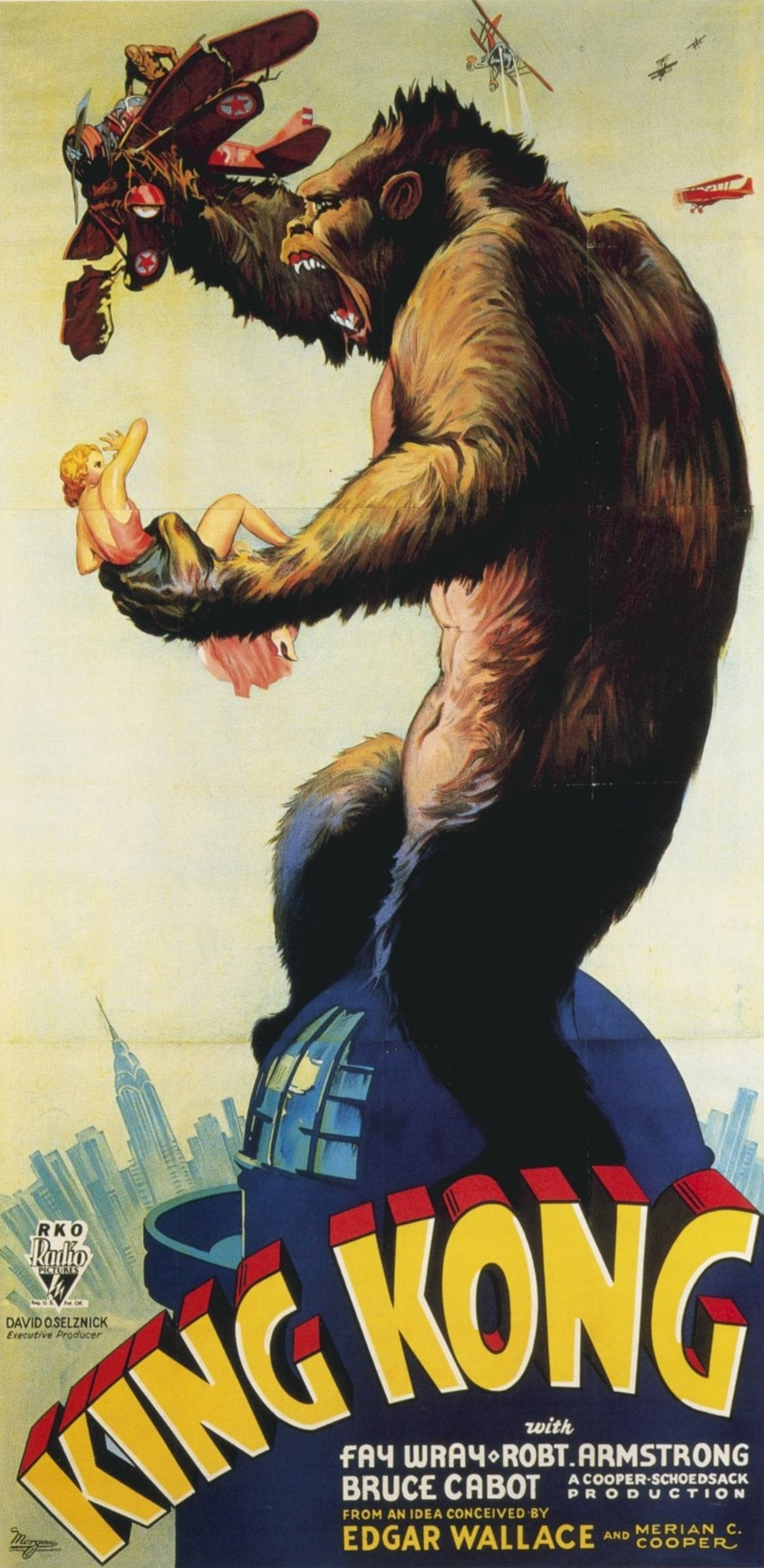
King Kong (film din 1933))

Filmele cu monștri sunt filmele în care în centrul acțiunii se află confruntările dintre ființe umane și unul sau mai mulți monștri. Deoarece nu există un asemenea gen clasificat academic, eticheta de Film cu monștri poate fi aplicată unor filme științifico-fantastice, de groază sau/și fantastice în care apar creaturi ficționale, de obicei aceste creaturi fiind originale din literatura de groază și folclor.